# Cyril Shaps
Cyril Shaps est un acteur britannique né le 13 octobre 1923 à Highbury (Royaume-Uni) et mort le 1er janvier 2003 à Londres.

## Filmographie
- 1955 : Quatermass II (série télévisée) : Control Assistant
- 1957 : English Family Robinson (feuilleton TV)
- 1957 : Aventure à Soho (Miracle in Soho) : Mr Swoboda
- 1957 : Police internationale (Interpol) : Warden
- 1958 : Passeport pour la honte (Passport to Shame) : Willie
- 1958 : The Man Who Sold Death (TV) : Grubbe
- 1958 : The Silent Enemy : Miguel
- 1959 : Le Mouchard (Danger Within) : Lt. Cyriakos Coutoules
- 1959 : SOS Pacific : Louis
- 1960 : Follow That Horse! : Dr Spiegel
- 1960 : Quand gronde la colère (Never Let Go) : Cypriot
- 1960 : Le Gosse au million (The Boy Who Stole a Million) : Bank Clerk
- 1961 : Return of a Stranger : Homer Trent
- 1961 : The Pursuers : Karl Luther
- 1961 : Rashomon (TV) : The Wigmaker
- 1961 : L'Empreinte du dragon rouge (The Terror of the Tongs)
- 1961 : Supercar (série télévisée) : Prof. Rudolph Popkiss (1961-1962) (voix)
- 1962 : Saki (feuilleton TV) : Mr. Scarrick
- 1962 : Lawrence d'Arabie (Lawrence of Arabia) : Bartender, Officer's Club
- 1963 : The Small World of Sammy Lee : Morrie
- 1964 : Curtain of Fear (feuilleton TV) : Dr. Friedland
- 1964 : Malatesta (TV) : Porcello
- 1965 : Up Jumped a Swagman : Phil Myers
- 1965 : The Little Ones : Child Welfare Officer
- 1965 : Nineteen Eighty Four (TV) : Syme
- 1965 : The Joel Brand Story (TV)
- 1966 : Raspoutine, le moine fou (Rasputin: The Mad Monk) : Foxy Face
- 1966 : The Schoolmaster (TV) : Headmaster
- 1966 : Too Many Cooks (TV) : Dr. Duval
- 1967 : Never Mind the Quality, Feel the Width (série télévisée) : Rabbi Levy
- 1967 : Les Anges aux poings serrés (To Sir, with Love) : Mr. Pinkus
- 1967 : Doctor Who « The Tomb of the Cybermen » : Viner
- 1970 : Le Miroir aux espions (The Looking Glass War) : East German Detective
- 1970 : La Lettre du Kremlin (The Kremlin Letter) : Police Doctor
- 1970 : Amicalement vôtre (The Persuaders) : L'Héritage Ozerov * (The Ozerov Inheritance), de Roy Ward Baker (série télévisée) : Professor Ganguin
- 1970 : Doctor Who « The Ambassadors of Death » : Lennox
- 1971 : La Grande Aventure de James Onedin (série télévisée) de Cyril Abraham : Braganza
- 1971 : Alexander the Greatest (série télévisée) : Barney (1971)
- 1973 : Marked Personal (série télévisée) : Wilfred Harper
- 1974 : QB VII (feuilleton TV) : Uri Lehrer
- 1974 : Fric frac, rue des diams (11 Harrowhouse) d'Aram Avakian : Wildenstein
- 1974 : Le Dossier Odessa (The Odessa File) : Tauber's Voice
- 1974 : Doctor Who « Planet of the Spiders » : Le Professeur Clegg
- 1975 : The Hiding Place : Building Inspector Smil
- 1975 : Sept Hommes à l'aube (Operation: Daybreak) de Lewis Gilbert : Father Petrek
- 1976 : Bar Mitzvah Boy (TV) : Grandad Wax
- 1977 : Jésus de Nazareth (feuilleton TV) : Père de l'enfant possédé
- 1977 : L'Espion qui m'aimait (The Spy Who Loved Me) : Dr. Bechmann
- 1978 : Holocauste ("Holocaust") (feuilleton TV) : Weinberg
- 1978 : Doctor Who (TV) « The Androids of Tara » : Archimandrite
- 1979 : Un cosmonaute chez le roi Arthur (The Spaceman and King Arthur) : Dr. Zimmerman
- 1979 : Avalanche Express : Sedov
- 1980 : Dying Day (TV) : Mountjoy
- 1981 : Private Schulz (feuilleton TV) : Solly
- 1981 : Fanny by Gaslight (feuilleton TV) : Doctor Lowenthal
- 1984 : Tennis Court (TV) : Magnuson
- 1984 : The Invisible Man (TV) : Landlord
- 1986 : Running Scared (série télévisée) : Wisener
- 1989 : Shalom Joan Collins (TV) : Felix
- 1989 : Erik le Viking (Erik the Viking) : Gisli the Chiseller
- 1989 : Blackeyes (feuilleton TV) : Pathologist
- 1990 : Can You Hear Me Thinking? (TV) : Shammas
- 1991 : Dark Season (série télévisée) : Mr. Polzinski
- 1992 : Sherlock Holmes and the Leading Lady (TV) : Emperor Franz Joseph
- 1994 : Martin Chuzzlewit (feuilleton TV) : Mr. Fips
- 1994 : La Folie du roi George (The Madness of King George) : Pepys
- 1996 : Les Voyages de Gulliver (Gulliver's Travels) (TV) : Mad old man (Bedlam)
- 1997 : For My Baby : Joshua Orgelbrand
- 1998 : Our Mutual Friend (feuilleton TV) : Mr. Riah
- 1998 : The Governess : Doctor
- 1999 : Simon le magicien (Simon Magus) : Chaim
- 1999 : The Lost Son : Mr. Spitz
- 1999 : Solomon and Gaenor : Ephraim
- 1999 : The Clandestine Marriage : Canton
- 1999 : RKO 281 (TV) : Jeweller
- 1999 : La Fin d'une liaison (The End of the Affair) : Waiter
- 2000 : Anna Karenina (feuilleton TV) : Priest at Wedding
- 2000 : Les Larmes d'un homme (The Man Who Cried) : Older Man in Sweatshop
- 2001 : Murder Rooms: The Kingdom of Bones (TV) : Rev. Smoot
- 2001 : Jack et le haricot magique (Jack and the Beanstalk: The Real Story) (TV) : Bent Little Man
- 2002 : L'Importance d'être Constant (The Importance of Being Earnest) : Pew opener
- 2002 : Le Pianiste (The Pianist) : Mr. Grün